# Carl von Münstermann
Carl von Münstermann (* 20. Dezember 1843 in Werne; † 20. September 1930 in Berlin-Wilmersdorf) war ein deutscher Wasserbauingenieur, preußischer Baubeamter im Meliorationsbauwesen und Hochschullehrer für Kulturtechnik.

## Leben
Carl von Münstermann entstammte der im Jahre 1804 geadelten Beamtenfamilie Münstermann. Nach dem Abitur in Münster studierte er an der Polytechnischen Schule Hannover und an der Berliner Bauakademie Ingenieurwissenschaften. 1864 wurde er in Hannover Mitglied der Landsmannschaft Slesvico-Holsatia, des späteren Corps Slesvico-Holsatia.
Nach Abschluss des Studiums trat er in den preußischen Staatsdienst ein. 1868 wurde er zum Bauführer (Referendar) und 1875 zum Baumeister (Assessor) ernannt. Zunächst wirkte er beim Bau der Hamburg-Venloer Eisenbahn und der Kanalisation in Berlin mit. Ab 1882 war er im Meliorationsbauwesen tätig. Als Meliorationsbauinspektor entwarf und leitete er zahlreiche Meliorationsprojekte in Schlesien. 1889 wurde er zum Regierungs- und Baurat befördert und 1892 als Hilfsarbeiter in das preußische Ministerium für Landwirtschaft, Domänen und Forsten versetzt. 1896 wurde er zum Vortragenden Rat ernannt. Als solcher verantwortete er zunächst alle kulturtechnischen Angelegenheiten in Preußen, später in der Provinz Schlesien und in der Rheinprovinz.

## Wissenschaft und Lehre
Neben seiner Tätigkeit im preußischen Ministerium für Landwirtschaft, Domänen und Forsten engagierte er sich in der Forschung und Lehre der Kulturtechnik. Von 1892 bis 1903 gehörte er dem Ausschuss zur Untersuchung der Wasserverhältnisse in den der Überschwemmung ausgesetzten Flussgebieten an. Ab 1893 war er Mitglied der Prüfungskommission für Landmesser und ab 1902 des Technischen Oberprüfungsamtes. Von 1892 bis 1902 war er Lehrbeauftragter für Kulturtechnik an der Landwirtschaftlichen Hochschule Berlin.

## Auszeichnungen
- 1895: Verleihung des preußischen Roten Adlerordens 4. Klasse[2]
- 1896: Ernennung zum Geheimen Baurat
- 1900: Ernennung zum Geheimen Oberbaurat[3]
- 1902: Ernennung zum Mitglied der Preußischen Akademie des Bauwesens
- 1905: Verleihung des preußischen Roten Adlerordens 2. Klasse mit Eichenlaub[4]
- 1912: Ernennung zum Wirklichen Geheimen Oberbaurat mit dem Rang der Räte erster Klasse[5]
- 1915: Verleihung der Ehrendoktorwürde der Technischen Hochschule Hannover (als Dr.-Ing. E. h.) wegen seiner Verdienste um den landwirtschaftlichen Wasserbau im Rahmen seiner Lehrtätigkeit[6]
- 1918: Ernennung zum Ehrenmitglied des Architekten-Vereins zu Berlin anlässlich des Schinkelfestes[7]